# Stockholm Open 1974
Lo Stockholm Open 1974 è stato un torneo di tennis giocato sul cemento indoor. È stata la 6ª edizione dello Stockholm Open, del Commercial Union Assurance Grand Prix 1974. Il torneo si è giocato al Kungliga tennishallen di Stoccolma in Svezia, dal 4 al 10 novembre 1974.

## Campioni

### Singolare
Arthur Ashe ha battuto in finale  Tom Okker con il punteggio di 6–2, 6–2

### Doppio
Tom Okker /  Marty Riessen hanno battuto in finale  Bob Hewitt /  Frew McMillan con il punteggio di 2–6, 6–3, 6–4